# Evermannella
Evermannella is een geslacht van straalvinnige vissen uit de familie van sabeltandvissen (Evermannellidae).

## Soorten
- Evermannella ahlstromi Johnson & Glodek, 1975
- Evermannella balbo (Risso, 1820)
- Evermannella indica Brauer, 1906
- Evermannella megalops Johnson & Glodek, 1975
- Evermannella melanoderma Parr, 1928